# Anagrus albiclava
Anagrus albiclava (лат.) — вид хальцидоидных наездников рода Anagrus из семейства Mymaridae. Паразиты яиц насекомых.

## Распространение
Юго-Восточная Азия: Индия, Китай, Таиланд.

## Описание
Мелкие хальцидоидные наездники, отличающиеся следующими признаками: светло-жёлтые насекомые, усики светло-коричневые, кроме белой булавы и жёлтого членика F6; соотношение антенномеров (F1=1) — 3.0: 1.1: 1: 2.6: 1.6: 1.6: 1.5: 1.5: 3.0; соотношение длины яйцеклада к длине передней голени — 1.5.
Длина тела около 1 мм. Усики нитевидные. По числу сегментов антенн наблюдается половой диморфизм: жгутик самок 6-члениковый (усики 9-члениковые) и у самцов жгутик 11-члениковый (усики 13-члениковые). Лапки состоят из 4 сегментов. Четыре перепончатых крыла (задняя пара меньше передней) с полностью редуцированным жилкованием. Брюшко стебельчатое.
Предположительно, как и другие виды своего рода эндопаразиты на яйцах насекомых. Вид был впервые описан в 1998 году, а его валидный статус подтверждён в 2015 году в ходе мировой ревизии рода, проведённой российско-американским гименоптерологом Сергеем Владимировичем Тряпицыным (Entomology Research Museum, Department of Entomology, Калифорнийский университет в Риверсайде, Калифорния, США).